# فيرا بانوفا
فيرا فيدورفنا بانوفا (بالروسية: Ве́ра Фёдоровна Пано́ва) (7 مارس 1905، روستوف على نهر الدون في روسيا - 3 مارس 1973، سانت بطرسبرغ في روسيا) مؤلِّفة، كاتِبة مسرحية، كاتبة سيناريو، صحفية وروائية سوفيتية.

## الجوائز
- جائزة الاتحاد السوفيتي الحكومية
- وسام الراية الحمراء من حزب العمال

## روابط خارجية
- فيرا بانوفا على موقع IMDb (الإنجليزية)
- فيرا بانوفا على موقع مونزينجر (الألمانية)
- فيرا بانوفا على موقع قاعدة بيانات الفيلم (الإنجليزية)